# Jonny Clay
Jonathan Davis „Jonny“ Clay (* 26. Juni 1963 in Leeds) ist ein ehemaliger britischer Straßen- und Bahnradsportler.
Auf der Straße startete Jonny Clay hauptsächlich bei Rennen in seinem Heimatland, wenige Male auch in Australien, Italien, Schweden und Belgien. 1986 wurde er britischer Vize-Meister der Amateure im Straßenrennen. 1990 wurde er Zweiter der Gesamtwertung der Herald Sun Tour, 1992 und 1998 gewann er die Tour of Lancashire und 1992 das Tom Simpson Memorial. 1997 wurde er Dritter der nationalen Meisterschaft im Einzelzeitfahren auf der Straße und 2000 nationaler Vize-Meister im Straßenrennen. Ebenfalls 2000 gewann er das schottische Radrennen The Girvan.
Auf der Bahn war Clay vorzugsweise bei internationalen Wettbewerben aktiv. 1998 errang er mit dem britischen Bahn-Vierer (Colin Sturgess, Matthew Illingworth, Bradley Wiggins) bei den Commonwealth Games in Kuala Lumpur die Silbermedaille in der Mannschaftsverfolgung. Bei den UCI-Bahn-Weltmeisterschaften 2000 in Manchester wurde der Vierer (mit Bradley Wiggins, Paul Manning und Chris Brown) Vize-Weltmeister.
Clay startete 2000 in zwei Disziplinen bei den Olympischen Spielen in Sydney: Im Punktefahren belegte er Platz 13, in der Mannschaftsverfolgung errang das britische Team (Bryan Steel, Paul Manning, Bradley Wiggins, Chris Brown) die Bronzemedaille. Anschließend beendete er seine Radsport-Laufbahn.
Jonny Clay stammt aus einer Radsport-Familie: Seine beiden Eltern waren aktive Radsportler, seine Mutter mehrfache britische Meisterin auf der Bahn. Auch seine Frau war Radrennfahrerin.